# ASA Tel Aviv FC
L'ASA Tel Aviv FC, conosciuta anche come ASA Tel Aviv University, è una squadra di calcio femminile israeliana con sede a Tel Aviv, sezione di calcio femminile della società polisportiva ASA Tel Aviv Sports Club.
Il club, fondato nel 1998 su iniziativa dell'università cittadina, è tra le più titolate squadre del paese mediorientale e milita nella Women's Premier League, il massimo campionato israeliano femminile di calcio.

## Palmarès
- Campionato israeliano: 9

1998-1999, 1999-2000, 2009-2010, 2010-2011, 2011-2012, 2012-2013, 2013-2014, 2014-2015, 2018-19
- Coppa d'Israele femminile: 5

2010-2011, 2011-2012, 2013-2014, 2016-17, 2018-19

## Risultati nelle competizioni UEFA
| Stagione | Competizione     | Fase                     | Avversario          | Risultato | Risultato | Risultato |
| Stagione | Competizione     | Fase                     | Avversario          | andata    | ritorno   | aggregato |
| -------- | ---------------- | ------------------------ | ------------------- | --------- | --------- | --------- |
| 2010-11  | Champions League | gironi di qualificazione | Umeå                | 0-3       | 0-3       | 0-3       |
| 2010-11  | Champions League |                          | SFK 2000            | 3-1       | 3-1       | 3-1       |
| 2010-11  | Champions League |                          | Apollon Limassol    | 0-3       | 0-3       | 0-3       |
| 2011-12  | Champions League | gironi di qualificazione | 1º Dezembro         | 1-1       | 1-1       | 1-1       |
| 2011-12  | Champions League |                          | MTK                 | 1–0       | 1–0       | 1–0       |
| 2011-12  | Champions League |                          | Liepājas Metalurgs  | 4-1       | 4-1       | 4-1       |
| 2011-12  | Champions League | sedicesimi di finale     | Torres              | 0-2       | 2-3       | 2-5       |
| 2012-13  | Champions League | gironi di qualificazione | Cardiff Met. Ladies | 5-0       | 5-0       | 5-0       |
| 2012-13  | Champions League |                          | Peamount United     | 0-5       | 0-5       | 0-5       |
| 2012-13  | Champions League |                          | SFK 2000            | 1-1       | 1-1       | 1-1       |
| 2013-14  | Champions League | gironi di qualificazione | Goliador Chișinău   | 6-0       | 6-0       | 6-0       |
| 2013-14  | Champions League |                          | Nové Zámky          | 0–0       | 0–0       | 0–0       |
| 2013-14  | Champions League |                          | Apollon Limassol    | 0-3       | 0-3       | 0-3       |
| 2014-15  | Champions League | gironi di qualificazione | Cardiff Met. Ladies | 2-0       | 2-0       | 2-0       |
| 2014-15  | Champions League |                          | Atlético Ouriense   | 1-2       | 1-2       | 1-2       |
| 2014-15  | Champions League |                          | Standard Liegi      | 0-1       | 0-1       | 0-1       |

## Rosa
| N. |                        | Ruolo | Calciatrice         |
| -- | ---------------------- | ----- | ------------------- |
| 2  | Israele (bandiera)     | D     | Shanee Moore        |
| 3  | Israele (bandiera)     | D     | Shay Sade           |
| 4  | Israele (bandiera)     | D     | Dana Keren          |
| 5  | Israele (bandiera)     | D     | Naomi Belhassen (c) |
| 6  | Israele (bandiera)     | A     | Danielle Leige Paz  |
| 7  | Israele (bandiera)     | A     | Sarit Shenar        |
| 8  | Israele (bandiera)     | C     | Emily Barnes        |
| 9  | Israele (bandiera)     | C     | Eden Avital         |
| 12 | Stati Uniti (bandiera) | D     | Dana Schwartz       |

| N. |                    | Ruolo | Calciatrice         |
| -- | ------------------ | ----- | ------------------- |
| 13 | Israele (bandiera) | C     | Sarah Lynn Friedman |
| 14 | Israele (bandiera) | C     | Eti Sages           |
| 15 | Israele (bandiera) | C     | Arava Shahaf        |
| 17 | Israele (bandiera) | C     | Or Refaely          |
| 18 | Israele (bandiera) | D     | Rachel Shelina      |
| 19 | Israele (bandiera) | P     | Adi Jurman          |
| 20 | Israele (bandiera) | C     | Moran Lavi          |
| 21 | Israele (bandiera) | C     | Adi Vaturi          |
| 23 | Israele (bandiera) | P     | Hanit Schwarz       |